# Lisbeth Oestreicher
Lisbeth Birman-Oestreicher (Karlsbad, Oostenrijk-Hongarije, 27 mei 1902 – Amersfoort, 6 november 1989) was een Oostenrijks-Nederlands textielkunstenaar.

## Leven en werk
Oestreicher groeide op in een Joods gezin. Ze was het derde kind van Clara Kisch en de districtsarts Karl Oestreicher. Haar familie sprak Duits, bevond zich in een intellectueel milieu, en richtte zich, zoals gebruikelijk in die tijd, op de hoofdstad Wenen, waar het gezin vaak in de winter verbleef. 
Na haar middelbareschooldiploma in 1918 volgde ze tot 1926 onderwijs aan kunstnijverheidsscholen in Wenen, München en Berlijn.

## Bauhaus
In 1925 woonde ze in Berlijn een lezing bij van Walter Gropius en leerde ze over de ideeën van het Bauhaus. Hierdoor geïnspireerd stelde ze zich daar kandidaat als student. Ze werd in 1926 aangenomen op de textielafdeling van het pas geopende Bauhaus in Dessau. Daar studeerde ze onder andere kunstzinnige vorming bij Wassily Kandinsky, modeltekenen bij Paul Klee, en ontwerpen bij Marcel Breuer. Oestreicher specialiseerde zich in industriële weeftechnieken en verven bij Gunta Stölzl. De meeste vrouwelijke studenten kozen voor deze richting, omdat de opleidingen beeldende kunst geen vrouwen toelieten. Oestreicher combineerde technieken als weven, breien, haken en borduren en ontwierp gordijn- en meubelstoffen voor verschillende Duitse textielfabrieken. Om haar kennis van verven te verdiepen, stuurde het Bauhaus haar naar een cursus bij IG Farben in Frankfurt-Höchst. Vervolgens nam ze de leiding van de Bauhaus-verfwerkplaats over.  Ze liep ook stage in een katoenfabriek. Op 5 oktober 1930 slaagde ze voor haar gezellenexamen in Glauchau en in dezelfde maand studeerde ze af met het Bauhaus-diploma nr. 25. 

## Ontwerper in Nederland
Oestreicher verbleef in 1930 in Amsterdam voor het huwelijk van haar broer Felix met Gerda Laqueur, dochter van de endocrinoloog Ernst Laqueur. Daar hoorde zij over de mogelijkheid om in de Twentse textielindustrie te gaan werken. Samen met Friedl Dicker en Ljuba Monastirskaja ontwierp ze stoffen voor de weverij Pausa en werkte ze als freelance-ontwerpster vanuit Wenen en Karlsbad totdat ze zich in 1932 in Hengelo vestigde. Toen er in Hengelo door de economische crisis geen werk meer voor haar was, verhuisde ze in 1935 naar Amsterdam, waar ze een atelier op het Merwedeplein opzette. Van daaruit maakte ze breiontwerpen voor het tijdschrift Libelle, voor wolgarenfabrikanten en voor particulieren. 
In eerste instantie fotografeerde Éva Besnyő haar ontwerpen. In 1937 kwam Lisbeths 13 jaar jongere zus Marie, in Wenen opgeleid als fotografe, ook naar Amsterdam om het toenemende antisemitisme in Wenen te ontvluchten. Beide zussen begonnen samen te werken en richtten het bureau Model en Foto Austria op. Marie werd vervolgens een bekend fotograaf onder de artiestennaam Maria Austria.

## Kamp Westerbork
De Duitse bezetting van Nederland bracht aanvankelijk weinig verandering in Oestreichers onafhankelijke bestaan, maar in de zomer van 1942 kreeg ze een oproep om zich te melden in Kamp Westerbork, waar ze op 30 juli aankwam. Haar zus Maria dook onder en sloot zich aan bij het Nederlandse verzet, werkte als koerierster onder de naam Elizabeth Huijnen en hielp bij het vervalsen van identiteitspapieren. Maria overleefde de nazitijd door onder te duiken.
Eenmaal in het kamp kreeg Oestreicher opdrachten van de vriendin van kampcommandant Albert Konrad Gemmeker, die onder de indruk was van haar werk. Volgens de familiekroniek slaagde Oestreicher er herhaaldelijk in haar verblijf in het kamp te verlengen door haar werkgever te laten weten dat de kledingstukken waaraan ze werkte nog niet af waren. Hierdoor kon ze deportatie vermijden. Vanaf november 1943 zaten ook haar moeder en broer, zijn vrouw en twee dochters in Westerbork. Oestreicher richtte in Westerbork een atelier in, waardoor ze ook na de laatste deportaties in september 1944 in het kamp kon blijven. Daar ontmoette ze de scheikundig ingenieur Otto Birman, met wie ze kort na de bevrijding trouwde.

## Na de Tweede Wereldoorlog
Daarna verhuisde ze met haar man naar Amersfoort, waar hij zijn baan bij de Erdalfabriek terugkreeg en daar tot aan zijn pensioen bleef werken. Ze ontwierp breisels die werden verkocht bij Metz & Co in Amsterdam, dat zich in de jaren twintig had ontwikkeld tot een warenhuis dat zich specialiseerde in modernistische meubels, stoffen, kleding en huishoudelijke artikelen.
In 1947 kwamen de drie dochters van hun broer bij hen wonen. Hij was samen met zijn vrouw kort na de bevrijding van het concentratiekamp Bergen-Belsen aan tyfus overleden.
Een paar jaar later besloot ze haar professionele activiteiten af te bouwen. Ze verkocht een aantal ontwerpen aan het bedrijf Metz & Co, maar werkte vrijwillig als lid van UNICEF, Amnesty International en het Humanistisch Verbond. Vanaf 1950 was ze lid van de Gebonden Kunstenaars Federatie en bleef ze truien, spreien en wandkleden maken voor familie en vrienden. Ze bleef altijd in contact met haar Bauhauscollega's. Vroegere vrienden en kennissen van het Bauhaus bezochten haar vaak in Amersfoort, zoals Tut Schlemmer, de echtgenote van Oskar Schlemmer, Gertrud Arndt, Gunta Stölzl en Eva en Andor Weininger.
Lisbeth Oestreicher overleed in 1989 op 87-jarige leeftijd thuis in Amersfoort en werd gecremeerd in Utrecht.

## Betekenis
Veel textielwerk van Lisbeth Oestreicher verdween tijdens de Tweede Wereldoorlog. Een deel is bewaard in museumcollecties, zoals het Bauhaus-Archiv in Berlijn, het Stedelijk Museum in Amsterdam en het Textielmuseum in Tilburg. Het archief van de familie Oestreicher wordt beheerd door het Stadsarchief Amsterdam.